# Santiago Ormeño
Santiago Gabriel Ormeño Zayas, né à Mexico le 4 février 1994, est un footballeur mexico-péruvien. Il joue au poste d'attaquant à Qingdao Hainiu.
Il est le petit-fils de Walter Ormeño, gardien de but péruvien, naturalisé mexicain.

## Biographie

### Carrière en club
Faisant partie de l'équipe réserve du Club América (où il a été formé), Santiago Ormeño évolue dans les championnats mexicains de 4e et 3e division entre 2012 et 2017. Il fait ses débuts en championnat du Mexique avec le Pioneros de Cancún en 2017. 
Joueur du CF Puebla dès 2018, il est prêté au Real Garcilaso, club de 1re division péruvienne, en 2019. Revenu à Puebla, il y réalise deux bonnes saisons en marquant 17 buts lors des championnats 2020-O et 2021-C. Le 13 février 2021, il se met en évidence en étant l'auteur d'un triplé, lors de la réception du FC Juárez, permettant à son équipe de l'emporter sur le large score de 4-0.
En juin 2021, il s'engage avec le Club León. L'année suivante, il signe au Chivas de Guadalajara mais, n'ayant plus la confiance de l'entraîneur serbe Veljko Paunović, il est prêté au FC Juárez en 2023.

### Carrière en équipe nationale
Alors qu'il avait la possibilité de jouer pour le Mexique, Santiago Ormeño est convoqué par le sélectionneur du Pérou Ricardo Gareca à l'occasion de la Copa América 2021. Il dispute six matchs dans cette dernière compétition qui voit le Pérou atteindre la 4e place.

## Statistiques

### En sélection nationale
| Saison                | Sélection             | Phases finales        | Phases finales | Phases finales | Phases finales | Éliminatoires CDM | Éliminatoires CDM | Éliminatoires CDM | Matchs amicaux | Matchs amicaux | Matchs amicaux | Total | Total | Total |
| Saison                | Sélection             | Compétition           | M              | B              | Pd             | M                 | B                 | Pd                | M              | B              | Pd             | M     | B     | Pd    |
| --------------------- | --------------------- | --------------------- | -------------- | -------------- | -------------- | ----------------- | ----------------- | ----------------- | -------------- | -------------- | -------------- | ----- | ----- | ----- |
| 2020-2021             | Pérou                 | Copa América 2021 4e  | 6              | 0              | 0              | -                 | -                 | -                 | -              | -              | -              | 6     | 0     | 0     |
| 2021-2022             | Pérou                 | -                     | -              | -              | -              | 4                 | 0                 | 0                 | 1              | 0              | 0              | 5     | 0     | 0     |
| 2022-2023             | Pérou                 | -                     | -              | -              | -              | -                 | -                 | -                 | 0              | 0              | 0              | 0     | 0     | 0     |
| 2023-2024             | Pérou                 | Copa América 2024     | -              | -              | -              | 0                 | 0                 | 0                 | -              | -              | -              | 0     | 0     | 0     |
| 2024-2025             | Pérou                 | -                     | -              | -              | -              | 2                 | 0                 | 0                 | -              | -              | -              | 2     | 0     | 0     |
| Total sur la carrière | Total sur la carrière | Total sur la carrière | 6              | 0              | 0              | 6                 | 0                 | 0                 | 1              | 0              | 0              | 13    | 0     | 0     |

## Palmarès
Club León
- Leagues Cup (1) :
  - Vainqueur : 2021.